# Jokkmokk (opowiadanie)
Jokkmokk – socrealistyczne opowiadanie autorstwa Tadeusza Brezy opublikowane w Czytelniku w 1953 i wznowione w 1978 w Wydawnictwie Literackim.

## Treść
Z materiałów, które autor zgromadził w trakcie pisania Uczty Baltazara, powstały dwa utwory nawiązujące do odbudowy Polski ze zniszczeń II wojny światowej: Jokkmokk oraz W potrzasku.
Akcja dzieła rozgrywa się w Urzeczu, niewielkim porcie bałtyckim w lipcu 1950. Jest to pierwszy rok gospodarczego planu sześcioletniego rozpisanego przez władze komunistyczne w Polsce. Na tle odbudowy zniszczonej przez Niemców infrastruktury portowej Breza ukazał konflikty pomiędzy przedstawicielami różnych warstw społecznych, w których uczestniczą przede wszystkim wywodzący się ze środowiska robotniczego inteligent, Grudzielski oraz przedstawiciel zawodowej, technicznej, przedwojennej inteligencji, kierownik portu, Haładyn. Świadkiem opisywanych zdarzeń, jak również sprawcą zaistniałych kontrowersji, jest komandor Łędyński (stary inteligent [...] sybaryta, leniwiec i samolub, zajęty tylko własnym interesem).
Grudzielski (bohater pozytywny) ulega entuzjazmowi mas proletariackich i działa spontanicznie, natomiast Haładyn reprezentuje typ flegmatycznego Anglika (dla Haładyna rzeczywiste było mniej więcej tylko to, co istniało przed wojną), dodatkowo dotkniętego niedawną śmiercią córki.
Istotnym elementem konfliktu przedstawionego w opowiadaniu jest ukazanie międzygeneracyjnego sporu starej i nowej inteligencji polskiej. Starsi niechętnie podchodzą do entuzjazmu młodych. Haładyn niechętnie zleca odpowiedzialne zadania młodzieży, mimo że ta udowadnia swoją odpowiedzialność i umiejętność zaangażowania w pracę – junacka brygada Służby Polsce z powodzeniem remontuje, z myślą o morskich przygodach, wyciągnięty z dna wrak szwedzkiego szkunera Jokkmokk.

## Krytyka
Jan Bełkot, autor monografii twórczości Brezy, stwierdza, że w zakresie narracji i sposobu konstruowania postaci, autor nie wykracza w opowiadaniu poza doświadczenie Uczty Baltazara. W obu utworach bohaterowie zmieniają się pod presją zaistniałych wydarzeń, na które autor kładzie nacisk. Szczęśliwy i pełen optymizmu finał wynika w Jokkmokku nie z przebiegu akcji, czy zawartej w niej intrygi, lecz ze sztampowej poetyki socrealizmu. Jeremi Czuliński, krytyk z Gazety Białostockiej, wskazał, że dzieło przedstawia problem starej inteligencji nie w sposób schematyczny, lecz ciekawie i ambitnie. [...] Książka Brezy uczy czujności politycznej, właściwego stosunku do starej inteligencji, która nie zawsze musi być z gruntu zła, uczy umiejętności rozpoznawania w tym kręgu ludzi jednostek szczerze ustosunkowanych do sprawy budownictwa socjalizmu w naszym kraju. [...] Nie zawsze wrogiem jest ten, który nieufnie przyswaja sobie nowe sposoby pracy i powątpiewa w realność planów. Jest zasługą Brezy, że tak typowy dla naszej rzeczywistości odcinek walki klasowej pokazał z dużą jasnością, od innej strony niż dotychczas w naszej literaturze, ambitnie i trafnie.